# جيم باغوت
جيم باغوت (بالإنجليزية: Jim Baggott)‏ هو فيزيائي وكاتب بريطاني، ولد في 2 مارس 1957.

## وصلات خارجية
- الموقع الرسمي